# François Quesnay
François Quesnay — (Méré, 4 de junho de 1694 - Paris, 16 de dezembro de 1774) foi um médico e economista francês que se destacou como principal figura da escola dos fisiocratas.

## Biografia
Fançois Quesnay nasceu em Méré, localidade próxima de Paris, hoje integrada no departamento de Yvelines. Pertencia a uma família de pequenos proprietários. Estudou medicina e cirurgia, tendo iniciado a sua prática no ano de 1718 em Mantes-la-Ville.
Rapidamente adquiriu uma excelente reputação, que lhe permitiu fixar residência em Paris em 1727. Em 1737 torna-se secretário honorário da Academia de Cirurgia e cirurgião da corte, tendo alcançado o grau de doutor em medicina em 1744. Em 1752 torna-se médico de Luís XV, que o nobilitou, passando a viver no Palácio de Versalhes.
Protegido pela Madame de Pompadour, de quem também foi médico, Quesnay começa a se interessar pelas questões de economia, tendo contribuído com os artigos Arrendatários (1756) e Cereais (1757) na Encyclopédie de D´Alembert e Diderot. Na realidade, desde pelo menos a década de 1740 nutria interesses pelas relações entre a fisiologia, a filosofia e a política, que desaguariam, na década de 1750, em suas reflexões sobre o campo da economia. O seu círculo de amigos e discípulos incluía Gournay, o marquês de Mirabeau e Dupont de Nemours. Em 1758 publicou a sua principal obra, Tableau Économique (Quadro Económico), a que se seguiu, em 1760, Maximes générales du gouvernement économique d´un royaume agricole.

### Tableau Économique

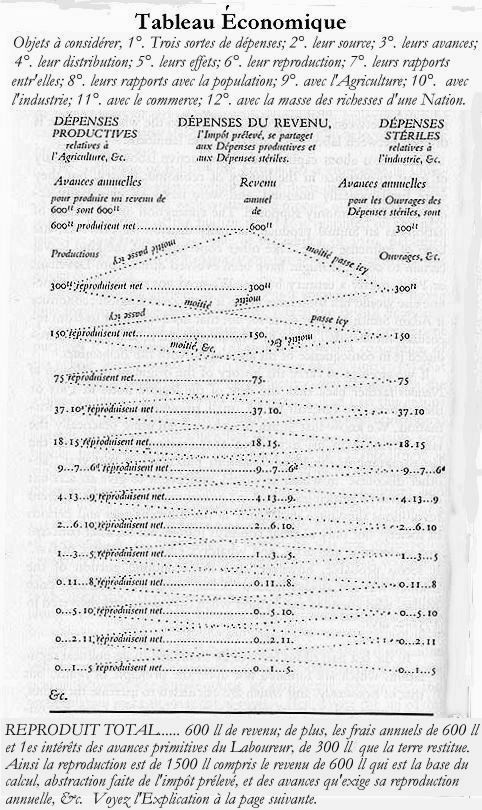
Visualização original do Tableau Économique de Quesnay, 1759.

Quesnay mandou publicar a Tableau Économique pela imprensa recém-instalada no Palácio de Versalhes. No total, Quesnay escreverá três versões. A primeira edição data de novembro ou dezembro de 1758. Esta primeira versão do "ziguezague" é baseada em uma renda de 400 libras e tinha vinte e duas "Notas". A segunda edição, que data da primavera de 1759, parte de uma receita de 600 libras e contém 23 observações. A terceira edição, publicada em 1759, também se baseia em uma receita de 600 livros e é seguida por uma "explicação" de doze páginas e um "trecho" composto por vinte e quatro máximas.
Quesnay representa a economia ali como um domínio coerente de natureza sistêmica, inspirando-se na descoberta, feita um século e meio antes por William Harvey, do mecanismo da pequena e grande circulação sanguínea.
Divide a sociedade em dois setores (a agricultura e o resto) e três classes com base em sua relação com o produto líquido: a classe produtiva, composta principalmente de agricultores, que é a única que pode fornecer um produto líquido, ou seja, é dizer capaz de multiplicar produtos, a classe estéril, que é composta por todos os cidadãos ocupados em outros trabalhos que não o da agricultura, capazes apenas de transformar bens sem multiplicá-los, e a classe dos proprietários terráqueos, cuja única função é gastar a parte da renda que lhes é devida, sem produzir bens.
O quadro que ele assim elabora pode ser representada de forma mais moderna na forma de um circuito ou mesmo de uma tabela de entrada-saída de Leontief, utilizada na análise de entrada-saída. Além disso, a tabela de Quesnay que conecta classes sociais por fluxos de materiais e dinheiro pode ser considerada a ancestral das matrizes de contabilidade social.
Esse diagrama concebe a nação como um todo reduzida a três grandes classes definidas de acordo com sua função econômica:
1. a classe produtiva é a classe dos agricultores, que é o grupo social na origem da produção anual global, já que a agricultura é a única fonte de riqueza;
2. a classe latifundiária é o grupo formado pela aristocracia, o soberano e o clero que, sem cultivar a terra, se apropriam anualmente do “produto líquido” na forma de renda paga pela classe produtiva;
3. a classe estéril é representada por todos os outros grupos, engajados em outras atividades que não a agricultura.

Estimada em 5 bilhões de francos na época, a produção agrícola foi distribuída por Quesnay da seguinte forma:
- 2 bilhões são retidos para a classe produtiva do setor na forma de alimentos, necessários à vida de quem trabalha a terra (um bilhão), e sementes (um bilhão);
- a classe latifundiária recebe dois bilhões em moeda, em pagamento de aluguel pela classe produtiva, da qual usa metade para comprar bens agrícolas e o restante para adquirir bens de consumo artesanais e diversos da classe estéril;
- para substituir materiais e equipamentos desgastados (arados de madeira e ferro, pás, picaretas, etc.), ou seja, bens de produção, a classe produtiva compra um bilhão de bens de produção;
- a classe estéril compra da classe produtiva matérias-primas agrícolas no valor de um bilhão.

A análise de Quesnay traz assim pela primeira vez as noções de interdependência das atividades econômicas, a de processo de reprodução e equilíbrio que será retomada e desenvolvida posteriormente por outros economistas após os fisiocratas, como Marx, Walras e Leontief em particular.
O gráfico econômico retrata um estado de sonho da economia. Nesta base, de ano para ano, a economia se reproduz como ela é. Não há mais crescimento. Quesnay considera esta situação como o melhor estado possível para a França.

## Publicações
- Observations sur les effets de la saignée, tant dans les maladies du ressort de la médecine que de la chirurgie, fondées sur les lois de l'hydrostatique avec des remarques critiques sur le Traité de l'usage des différentes sortes de saignées, de M. de Silva, 1730
- Essai physique sur l’économie animale, Paris, chez Guillaume Cavelier, 1736, in-12, XXVI-311 éd. (augmentée de deux vol.), Paris : chez Guillaume Cavelier, 1747, 3 vol. in-12, CXI-612, 662 et 768 p.
- L'Art de guérir par la saignée, où l'on examine en même tems les autres secours qui doivent concourir avec ce remède, ou qui doivent lui être préférés, dans la cure des maladies tant médicinales que chirurgicales, 1736
- Lettres sur les disputes qui se sont élevées entre les médecins et les chirurgiens sur le droit qu'a M. Astruc d'entrer dans ces disputes, sur la préférence qu'il se donne en comparant son ouvrage avec celui de Hery, 1737
- Préface du tome I des Mémoires de l'Académie royale de chirurgie, 1743 online
- Examen impartial des contestations des médecins et des chirurgiens, considérées par rapport à l'intérêt public, 1748
- Recherches critiques et historiques sur l'origine, sur les divers états et sur les progrès de la chirurgie en France, en collaboration avec François Bellial des Vertus, 1749 online
- Traité de la gangrène, 1749
- Traité de la suppuration, 1749
- Histoire de l'origine et des progrès de la chirurgie en France, em colaboração com François Bellial des Vertus, 1749 online
- Traité des fièvres continues, 1753
- «Évidence », tome VI de l'Encyclopédie de Diderot et d'Alembert, 1756
- «Fermiers », tome VI de l'Encyclopédie de Diderot et d'Alembert, 1756
- «Grains », tome VII de l'Encyclopédie de Diderot et d'Alembert, 1757
- Maximes générales du gouvernement économique d'un royaume agricole, 1767
- Tableau économique de François Quesnay, 1758, 5 p.
- Analyse de la formule arithmétique du tableau économique de la distribution des dépenses annuelles d'une nation agricole de François Quesnay, 30 p.
- «Observations sur le droit naturel des hommes réunis en société», Journal de l'agriculture, setembro de 1765
- Essai sur l'administration des terres, 1759 online
- por Victor Riqueti Mis de Mirabeau e F. Quesnay, Philosophie rurale ou Économie générale et particulière de l’agriculture, réduite à l’ordre immuable des lois physiques et morales qui assurent la prospérité des empires, Amsterdam (Paris) : libraires associés, 1763, in-4°, XXVI-412 p. (ou 3 vol. in-12) ; abrégé sous le titre Éléments de la philosophie rurale, La Haye : libraires associés, 1767-1768, in-12, II-CVI-241 p. et tableau
- Maximes générales du gouvernement agricole le plus avantageux au genre humain, 1768
- Physiocratie, ou Constitution naturelle du gouvernement le plus avantageux au genre humain, coleção publicada por Pierre-Samuel Dupont de Nemours, 1768-1769, 2 volumes online
- Recherches philosophiques sur l'évidence des vérités géométriques, avec un projet de nouveaux éléments de géométrie, 1773
- Maximes générales du gouvernement agricole le plus avantageux au genre humain, Paris : Bureau de ‘la Correspondance’, 1775, in-folio

Obras em coleções
- Œuvres économiques et philosophiques de F. Quesnay, accompagnées des éloges et d'autres travaux biographiques sur Quesnay par différents auteurs publiées avec une introduction et des notes par Auguste Oncken, 1888. online
- François Quesnay et la physiocratie, prefácio de Luigi Einaudi ; apresentação de Alfred Sauvy ; nota introdutória à leitura dos comentários de Louis Salleron, Paris : Institut national d'études démographiques, 1958, 2 volumes.
- Quesnay et la physiocratie, coletânea de textos apresentados por Yves Guyot, Guillaumin, 1896 ; Institut Coppet, 2014. online
- Physiocratie : droit naturel, tableau économique et autres textes, edição estabelecida por Jean Cartelier, Flammarion, Paris, 1991.
- Œuvres économiques complètes et autres textes, édités par Christine Théré, Loïc Charles et Jean-Claude Perrot, Paris : Institut national d'études démographiques, 2005, 2 volumes.